# 후지와라노 미치타카
후지와라노 미치타카(일본어: 藤原道隆, 953년 ~ 995년 5월 16일)는 일본 헤이안 시대의 귀족 겸 정치가이다.
990년 그의 딸 데이시가 이치조 천황의 황후가 됨과 동시에 내대신 겸 관백이 되었다.
| 전임 후지와라노 가네이에 | 후지와라 씨장자 990년 ~ 995년 | 후임 후지와라노 미치카네 |

| 전임 후지와라노 가네이에 | 제7대 섭정 (인신섭정, 헤이안 시대) 990년 ~ 993년 | 후임 공백(후지와라노 미치나가) |

| 전임 후지와라노 가네이에 | 제7, 8대 관백 (역임) 990년, 993년 ~ 995년 | 후임 후지와라노 미치카네 |